# Renzo Vespignani
 Renzo Vespignani (n. 19 februarie 1924, Roma, Regatul Italiei – d. 26 aprilie 2001, Roma, Italia) a fost un pictor, ilustrator și gravor italian.

## Viața și opera

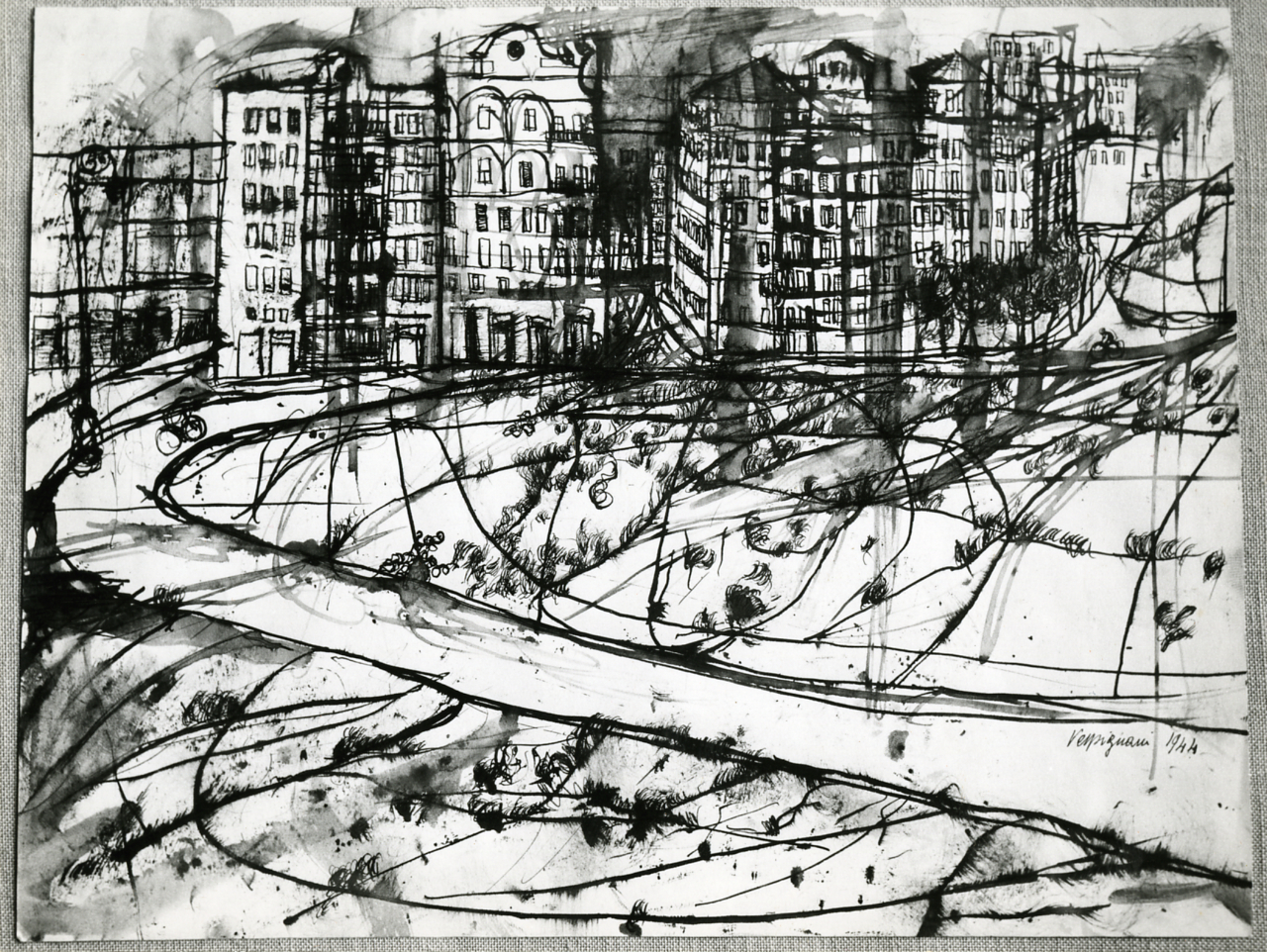
Renzo Vespignani, 1944. Foto Paolo Monti, 1970 (Fondo Paolo Monti, BEIC).

Renzo Vespignani s-a născut la 19  februarie 1924 în Roma. El a folosit ca tehnici principale: uleiul, creionul, incizia și litografia.
A murit la Roma la 26 aprilie 2001.